# Romeyer
Romeyer – miejscowość i gmina we Francji, w regionie Owernia-Rodan-Alpy, w departamencie Drôme.
Według danych na rok 1990 gminę zamieszkiwało 114 osób, a gęstość zaludnienia wynosiła 3 osób/km² (wśród 2880 gmin regionu Rodan-Alpy Romeyer plasuje się na 1507. miejscu pod względem liczby ludności, natomiast pod względem powierzchni na miejscu 127.).